# SBB Ae 4/7
Die Ae 4/7 ist eine Universallokomotive der Schweizerischen Bundesbahnen (SBB) mit Buchli-Antrieb. Nicht zuletzt dank dem von Jakob Buchli entworfenen Antrieb war sie eine der langlebigsten Lokomotiven. Sie zog während sieben Jahrzehnten, von den 1920er bis in die 1990er Jahre, Personen- und Güterzüge der Schweiz. Etliche Maschinen sind als historische Fahrzeuge oder (meist nicht betriebsfähig) bei privaten Eigentümern erhalten geblieben.

## Vorgeschichte
Für das Flachland – was Steigungen auf der Strecke bis zwölf Promille entspricht – benötigte man in den 1920er Jahren stärkere Lokomotiven. Die bestehenden Lokomotiven mit drei Triebachsen waren bei Steigungen etwas zu leistungsschwach. Da mit der Vorgängerin Ae 3/6I und dem dort verwendeten Buchli-Antrieb gute Erfahrungen gemacht wurden, orderten die SBB 1925 zwei Prototypen der Ae 4/7. Anschliessend wurden zwischen 1927 und 1934 insgesamt 127 Ae 4/7 ausgeliefert.

## Konstruktion

Typenblatt der SLM, SBB Ae 4/7

Während der mechanische Teil von der SLM produziert wurde, gab es bei der elektrischen Konstruktion drei Unterbauarten, da jeweils eine Serie von der Brown Boveri & Co. (BBC) (10901–10916, 10932–10938, 10952–10972, 11003–11008 und 11018–11027), der Maschinenfabrik Oerlikon (MFO) (10917–10918 und 10973–11002) sowie der Société anonyme des Ateliers de Sécheron (SAAS) (10939–10951 und 11109–11017) produziert wurde. Die Loks 10919–10931 wurden von MFO gebaut, aber mit BBC-Stufenschaltern ausgerüstet.

### Mechanische Konstruktion
Die Lokomotive weist vier Triebachsen und drei Laufachsen auf. Zu jeder Triebachse existiert ein einzelner Fahrmotor. Das Drehmoment der Motoren wird im bewährten Buchli-Antrieb an die Achsen übertragen. Charakteristisch für den Buchli-Antrieb ist, dass auf der einen Lokhälfte, der Antriebsseite, die Räder völlig verdeckt und auf der anderen, der Apparateseite, frei einsehbar sind.
Die Lokomotiven waren grün lackiert – so genanntes SBB-Grün.
Auf der Seite mit dem Transformator – direkt hinter dem Führerstand I – wurde ein zweiachsiges Laufdrehgestell montiert, auf der anderen Seite dagegen eine Bisselachse. Die vier Triebachsen sind starr montiert. Für die Kurvengängigkeit haben daher die mittleren zwei Triebachsen ein grösseres Seitenspiel erhalten. Ursprünglich waren die Loks 10901, 10913–10933 und 10943–11017 mit einem so genannten Java-Gestell ausgerüstet, d. h., sie hatten die Achsfolge 2'Co(A1).
Die Ae 4/7 ähnelt, bis auf die zusätzliche Triebachse, optisch wie auch in der Konstruktion der Serie Ae 3/6I, hat aber im elektrischen Teil auch wesentliche Weiterentwicklungen erfahren.

### Elektrische Konstruktion
Wie eingangs erwähnt, gibt es bei der elektrischen Konstruktion drei Varianten. Die MFO-Lokomotiven erhielten eine sehr schnell arbeitende Hüpfersteuerung. Die SAAS-Hüpfersteuerung konnte im Gegensatz zu der MFO-Hüpfersteuerung nicht mit beliebiger Geschwindigkeit aufgeschaltet werden. Die Hemmeinrichtung beschränkte die Aufschaltgeschwindigkeit. Die BBC-Lokomotiven hatten dagegen einen Flachbahnstufenschalter.
Die zweite Serie der MFO-Lokomotiven besitzt eine elektrische Bremse. Die Lokomotiven der SAAS wurden ab 1963 mit einer Vielfachsteuerung versehen, die anderen hatten zeitlebens keine Vielfachsteuerung.

## Betriebseinsatz
Mit Beginn der Lieferung wurden die Ae 4/7 in der ganzen Schweiz bei Schnellzügen eingesetzt. 1930 übernahmen sie auch den Schnellzugverkehr über den Gotthard. Sie waren als Universallokomotiven überall anzutreffen.
In den 1940er Jahren wurden sie im Flachlandverkehr durch die Re 4/4I leicht bedrängt. Ende der 1950er Jahre wurde die Ae 4/7 vom Gotthard abgezogen, da die Ae 6/6 diese Prestigeaufgabe übernahm. 1960 erhielten vier Ae 4/7 (10948–10951) einen ÖBB-Stromabnehmer, so dass sie die internationalen Züge auf der Strecke St. Margrethen–Bregenz–Lindau ziehen konnten.
Ende der 1960er Jahre wurden sie beim Schnellzugverkehr von der neu eingesetzten Re 4/4II zurückgedrängt. Mit dem Einbau der Vielfachsteuerung übernahm die Ae 4/7 fortan auch den schweren Güterverkehr.
Nicht vielfachgesteuerte Ae 4/7 zogen vorwiegend Regionalzüge und Leichtgüterzüge. 1993, 66 Jahre nach ihrer ersten Ablieferung, waren sie bei Regionalzügen vor allem in der Ostschweiz anzutreffen. Man konnte sie noch vor gewissen Schnellzügen beobachten. Man vergab den Ae 4/7 im Hinblick auf einen Einsatz über die Jahrtausendwende hinaus sogar noch die UIC-Nummern Ae 497 000–027 sowie 497 901–999 (bei der Einführung der 12-stelligen TSI-Nummer ab 2016 erhielten die noch betriebsfähigen Ae 4/7 dann aber eine Nummer nach dem Muster 91 85 4 401 xxx-x).

### Ausrangierung
Die erste Lok dieser Reihe wurde wegen schlechten Zustandes 1983 ausrangiert. 1990 waren noch über 100 von ursprünglich 127 im Betrieb. Am 1. Januar 1995 waren es 72 Lokomotiven. Die eigentliche Ausrangierung begann 1995 – für viele Kenner überraschend, wurde doch seitens der SBB noch Anfang der 1990er-Jahre bescheinigt, dass sie bis ins Jahr 2000 hinaus weiter verkehren würden. Mit dem Einsatz der Re 460 gab es mehr Loks als nötig, so dass die Ae 4/7 überzählig wurden. Ein Jahr später waren alle ausrangiert und viele davon bereits demontiert. Der letzte fahrplanmässige Einsatz einer Ae 4/7 für die SBB war 1996 mit einer Güterzugleistung.

### Verbleib

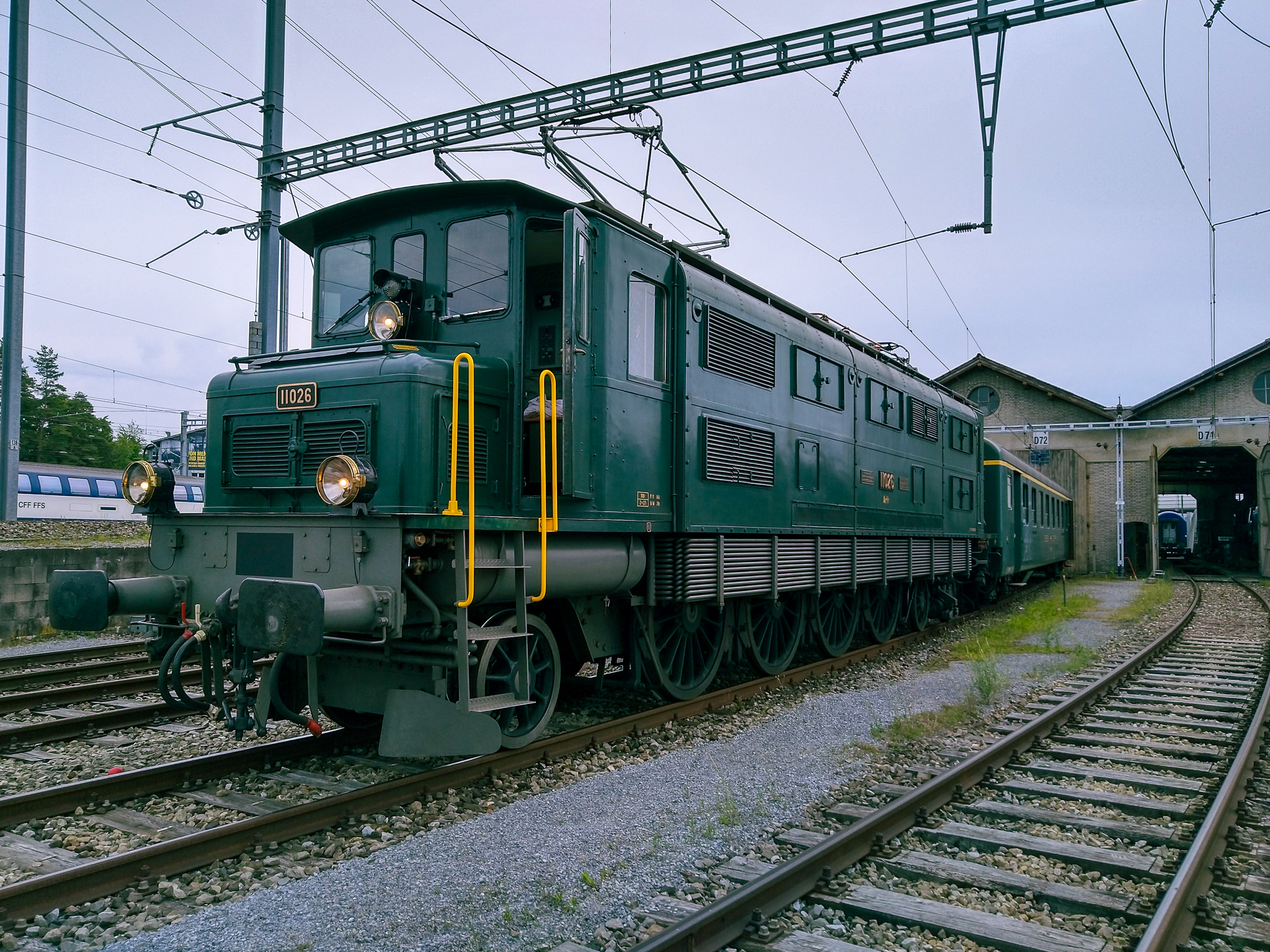
Ae 4/7 11026 in Brugg

Die Lokomotiven mit den Nummern 10905 (Depot Rorschach) und 10976 (Depot Lausanne) sind bei den SBB als einsatzfähige, historische Fahrzeuge erhalten geblieben und gehören heute der Stiftung Historisches Erbe der SBB (SBB Historic). Die Lokomotive mit der Nummer 10949 gehört ebenfalls SBB Historic und befindet sich als Leihgabe im Bahnpark Augsburg.
Sechs Maschinen (10902, 10950, 10987, 10997, 11000, 11010) gelangten zum Verein Swisstrain. Die meisten dieser Lokomotiven sind nicht betriebsfähig abgestellt. Inzwischen gehört auch die Lok 11002 Swisstrain und ist in Payerne abgestellt.
Die Maschinen 10908, 10951, 10961, 10999, 11001 und 11015 sind bei der Vereinigung Classic Rail AG eingestellt. Keine der Loks ist betriebsfähig.
Im Januar und im Februar 2007 wurden zwei Ae 4/7, die 10950, Baujahr 1931, und die 11010, Baujahr 1932, reaktiviert und erhielten nach dem Einbau einer Zugbeeinflussung die Wiederzulassung auf dem Schweizer Schienennetz. Seit dem 28. Februar 2008 fuhren sie kommerzielle Leistungen für Rail4chem, allerdings scheint es bisher nur einen einzigen Einsatz gegeben zu haben. Sie sind nicht mehr in Betrieb.
Die Lokomotive 11026 gehört dem Verein Mikado1244 in Brugg.

### Lebensdauer
Die Ae 4/7 waren bei den SBB von 1927 bis 1996, also 69 Jahre lang, in Betrieb. Übertroffen wurden sie bei den Streckenlokomotiven bisher nur von den Maschinen der Vorgängerserie Ae 3/6I, welche zwischen 1921 und 1994, also 73 Jahre, verkehrten.

### Unfälle
Am 25. September 1941 wurde die Ae 4/7 Nummer 10984 bei der Entgleisung in der Nähe der Station Veytaux-Chillon schwer beschädigt. Auslöser war eine Minenexplosion in der Sperrstelle Chillon, welche sieben Todesopfer forderte und den Güterzug 5415 (dessen Lokomotive sie war) zum Entgleisen brachte.

## Galerie

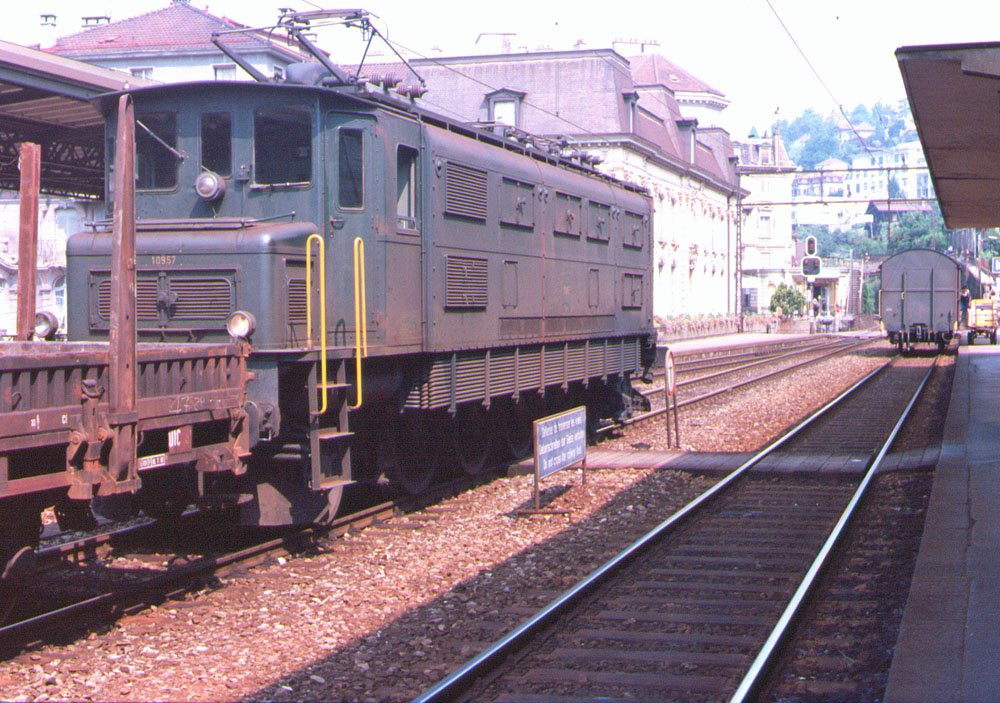
Ae 4/7 im Einsatz (1985 in Montreux)
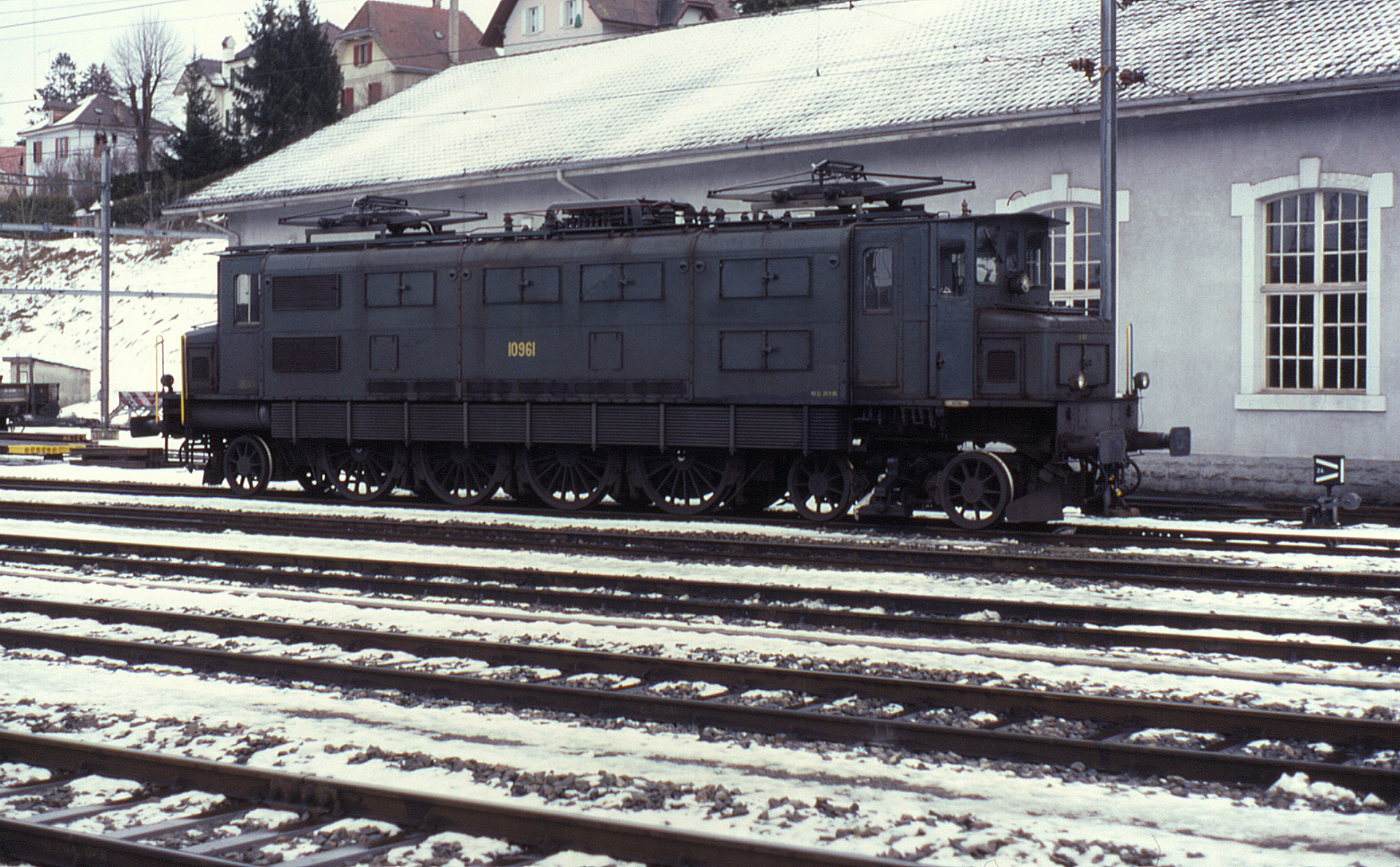
Ae 4/7 in Payerne, 1991
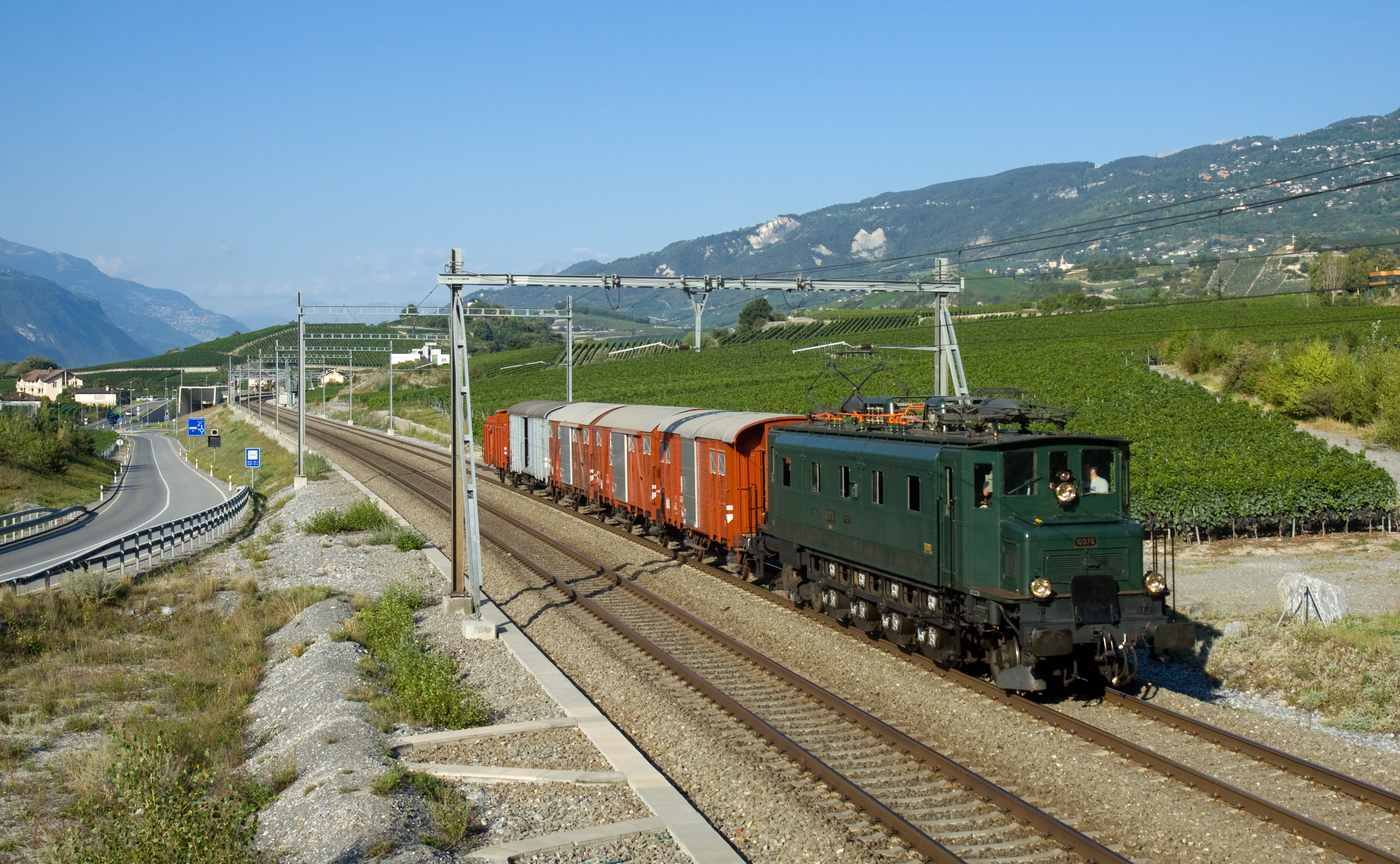
Ae 4/7 von SBB Historic mit einem historischen Güterzug im Wallis.
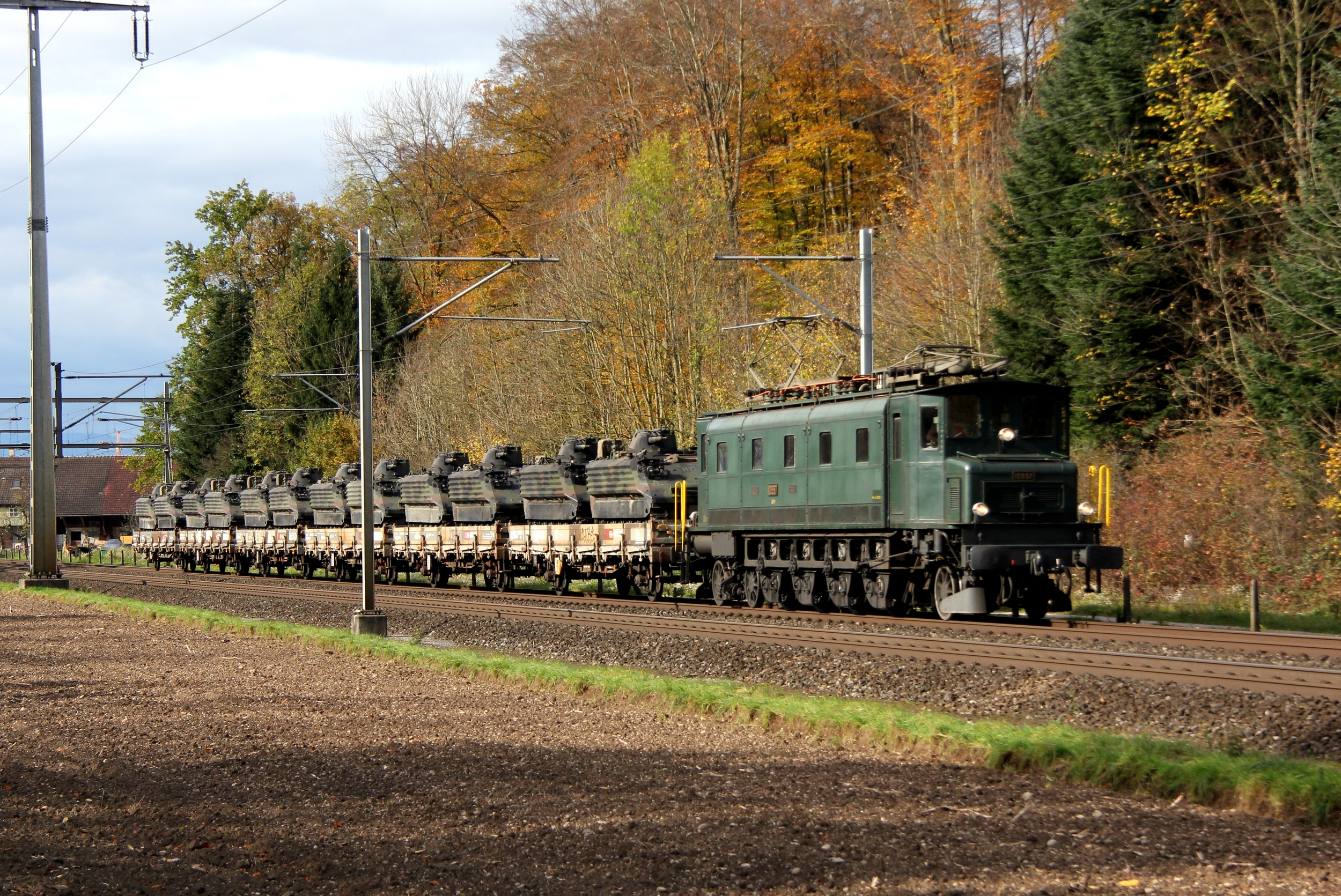
Ae 4/7 10997 des Vereins Swisstrain mit einem Transport von Mannschaftstransportern M113 im Jahr 2013
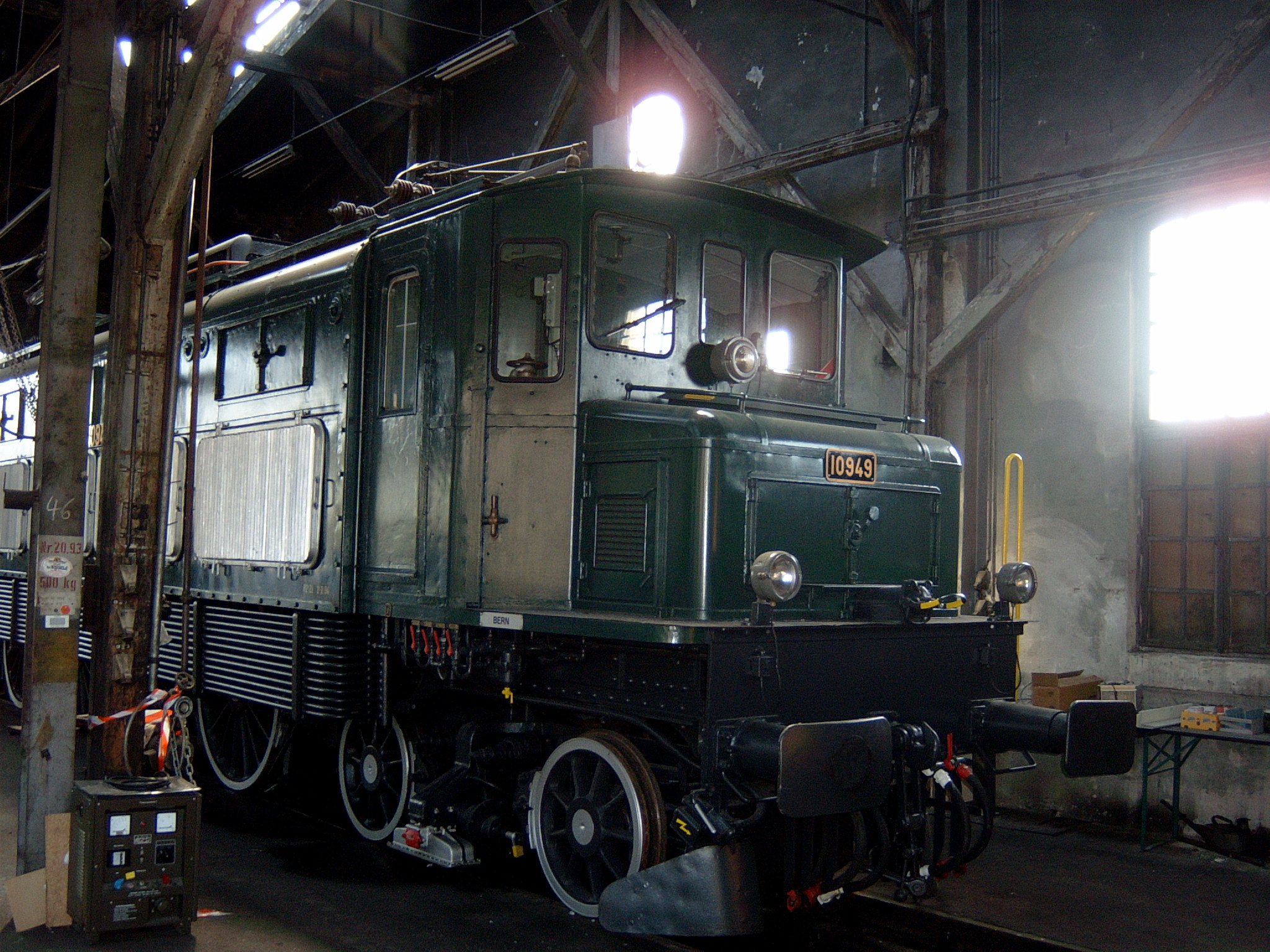
Ae 4/7 10949 frisch aufgearbeitet